# 4 Pułk Kirasjerów (Cesarstwo Niemieckie)

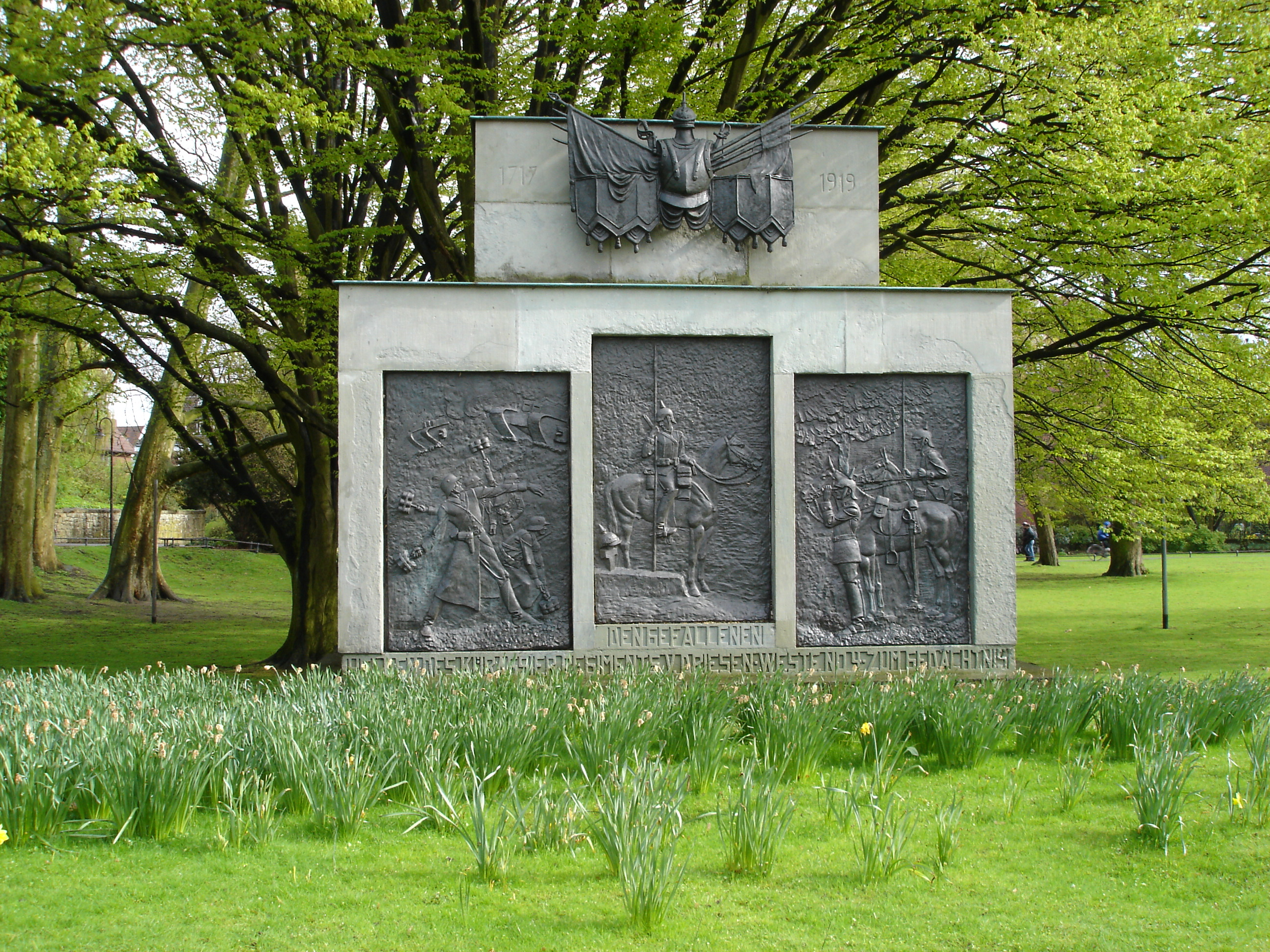
Pomnik ku czci żołnierzy 4 Pułku Kirasjerów w westfalskim Münster.

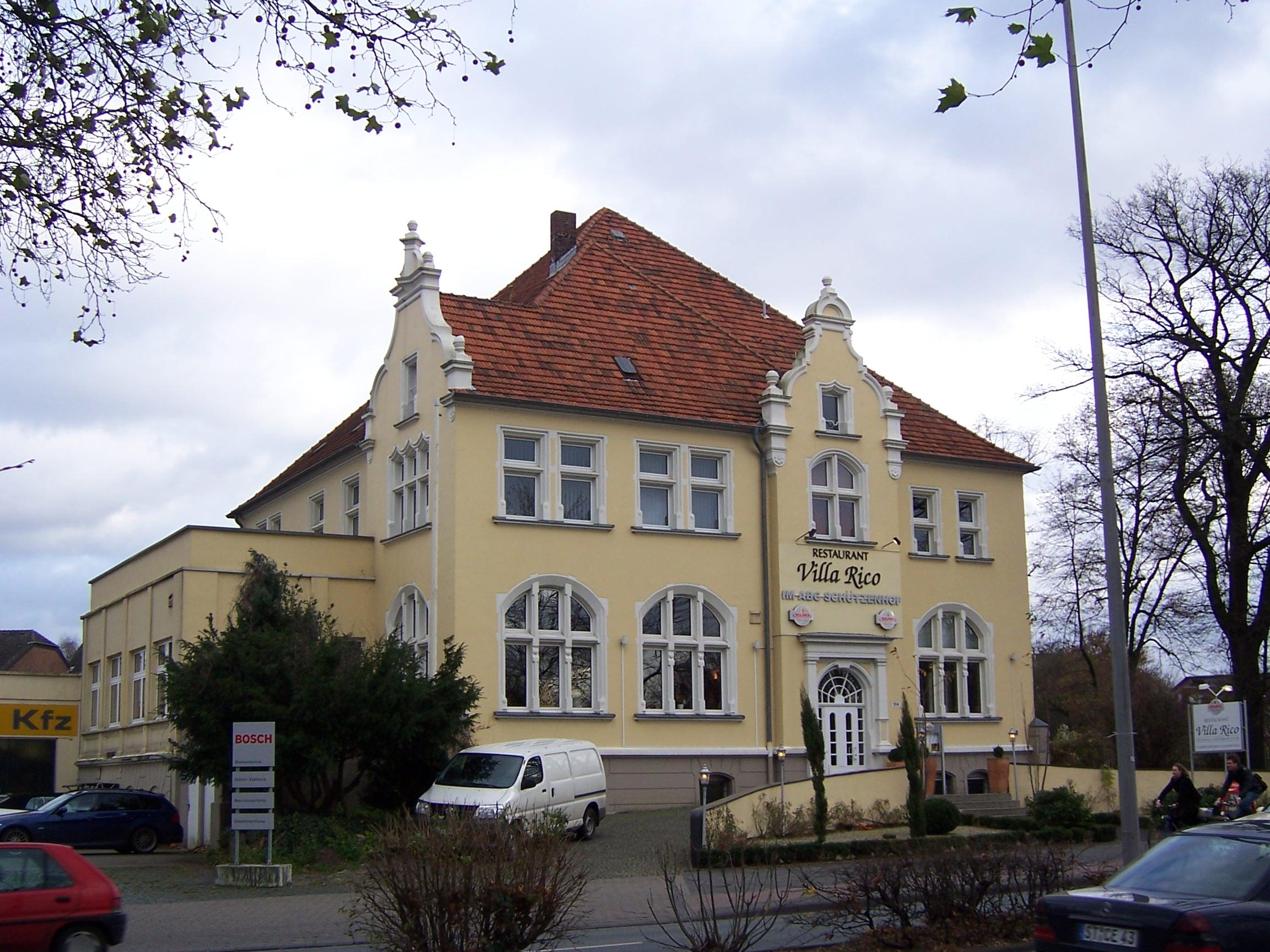
Kasyno oficerskie „Von-Einem-Kavallerie-Kaserne“ w Münster.

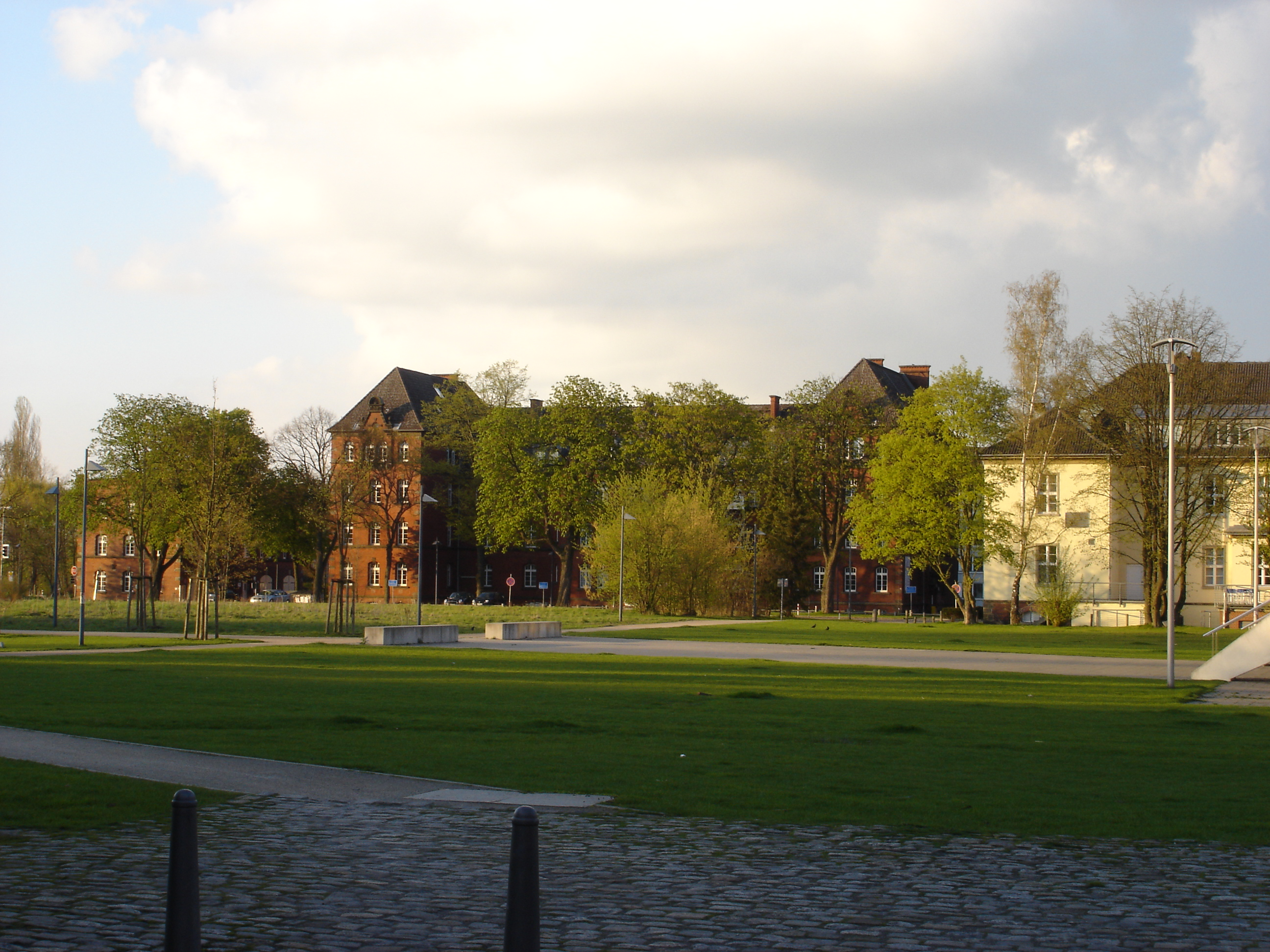
Obszar ostatniego garnizonu kirasjerów: „Von-Einem-Kavalleriekaserne“ w Münster.

4 Pułk Kirasjerów im. von Driesena (Westfalski) (niem. Kürassier-Regiment von Driesen (Westfälisches) Nr. 4) – pułk kawalerii niemieckiej

## Charakterystyka
Sformowany 19 kwietnia 1717 w Münster. Wiosną 1914 był w strukturze 13 Brygady Kawalerii z 13  Dywizji Piechoty.
W wyniku mobilizacji, w sierpniu 1914 pułk osiągnął gotowość bojową i w składzie 13 Brygady Kawalerii z 9 Dywizji Kawalerii został wysłany na front zachodni.

30 grudnia 1916 oddział przeorganizowano w spieszony pułk kawalerii.

## Dowódcy pułku
| - 1717 – 1721: von Krosigk - 1721 – 1733: von Friesenhausen - 1733: von Bredow - 1733 – 1734: von Korßfleisch - 1734 – 1742: v. g. Goltze - 1742 – 1747: von Katt - 1747 – 1751: von Quoß - 1751 – 1756: von Katte - 1756 – 1758: von Froideville - 1758 – 1759: von Lettow - 1759 – 1762: von Schweinichen - 1762 – 1769: von Podewils - 1769 – 1770: Friedrich von Hirsch - 1770 – 1775: von Treskow - 1775 – 1782: von Müllenheim - 1782 – 1784: von Blumenthal - 1784 – 1787: von Brausen - 1787 – 1790: von Werther - 1790 – 1803: Werner von Blumenthal - 1803 – 1810: von Larisch - 1810 – 1813: von Wuthenow - 1813 – 1815: von Unruhe - 1815 – 1817: von Woyski | - 1817 – 1818: von Romberg - 1818 – 1834: von Grävenitz - 1834 – 1842: von Strantz - 1842 – 1845: Baron von Zedlitz - 1845 – 1848: von Grodzki - 1848 – 1853: von Johnston - 1853 – 1858: von Schöler - 1858 – 1863: von Engelhart - 1863 – 1867: von Schmidt - 1867 – 1872: von Arnim - 1872 – 1881: von Buddenbrock - 1881 – 1889: von Ludowig - 1889 – 1893: von Sichart - 1893 – 1895: Karl von Einem - 1895 – 1897: von Ziegler und Klipphausen - 1897 – 1901: Freiherr von Bothmer - 1901 – 1903: von Windheim - 1903 – 1908: Freiherr von der Goltz - 1908 – 1909: Graf von Villers - 1909 – 1912: von Keudell - 1912 – 1917: von Albedyll - 1917 – 1919 von Oertzen - 1919: von Platen |